# Nhập khẩu

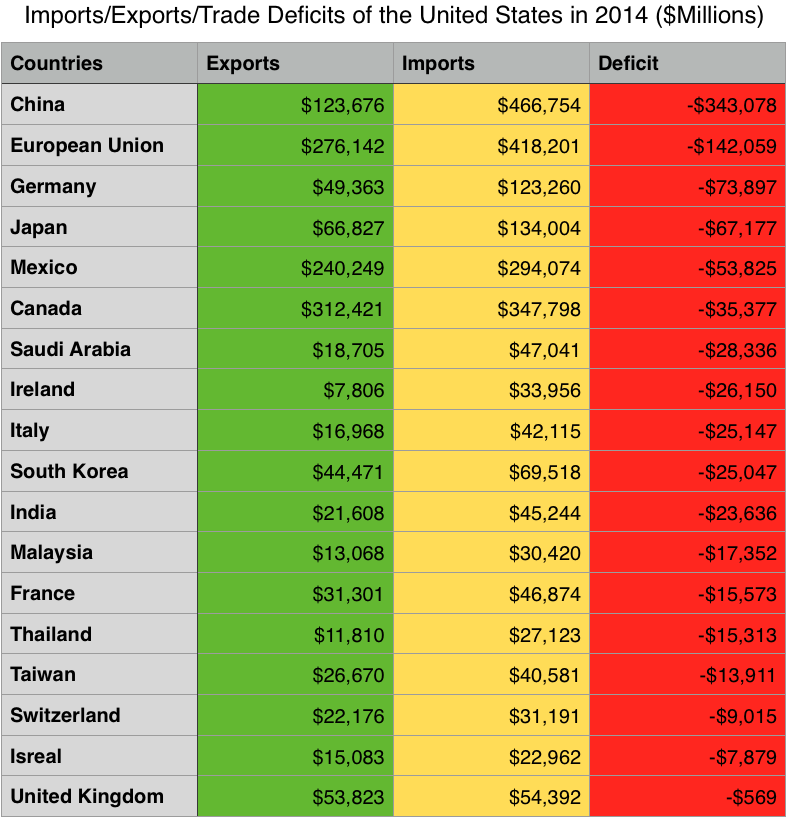
Xuất nhập khẩu của Hoa Kỳ với các quốc gia trên thế giới

Nhập khẩu hay nhập hàng (Tiếng Anh: Import) là các giao dịch về hàng hoá và dịch vụ qua đường biên giới quốc gia ngoài nước vào trong nước. Hàng nhập khẩu của nước tiếp nhận hàng hóa, dịch vụ là hàng xuất khẩu của một nước gửi đi bán hàng hóa, dịch vụ đó. Nhập khẩu và Xuất khẩu là những ngôn ngữ chuyên ngành  giao dịch tài chính  của  thương mại quốc tế.

## Định nghĩa
Nhập khẩu là hoạt động kinh doanh buôn bán trên phạm vi quốc tế, là quá trình trao đổi hàng hoá giữa các quốc gia dựa trên nguyên tắc trao đổi ngang giá lấy tiền tệ là môi giới. Nó không phải là hành vi buôn bán riêng lẻ mà là một hệ thống các quan hệ buôn bán trong một nền kinh tế có cả tổ chức bên trong và bên ngoài.
Nếu xét trên phạm vi hẹp thì tại Điều 2 Thông tư số 04/TM-ĐT ngày 30/7/1993 của Bộ Thương mại định nghĩa: " Kinh doanh nhập khẩu thiết bị là toàn bộ quá trình giao dịch, ký kết và thực hiện hợp đồng mua bán thiết bị và dịch vụ có liên quan đến thiết bị trong quan hệ bạn hàng với nước ngoài ".
Vậy thực chất kinh doanh nhập khẩu ở đây là nhập khẩu từ các tổ chức kinh tế, các Công ty nước ngoài, tiến hành tiêu thụ hàng hoá, vật tư ở thị trường nội địa hoặc tái xuất với mục tiêu lợi nhuận và nối liền sản xuất giữa các quốc gia với nhau.
Mục tiêu hoạt động kinh doanh nhập khẩu là sử dụng có hiệu quả nguồn ngoại tệ để nhập khẩu vật tư, thiết bị kỹ thuật và dịch vụ phục vụ cho quá trình tái sản xuất mở rộng, nâng cao năng suất lao động, tăng giá trị ngày công, và giải quyết sự khan hiếm hàng hoá, vật tư trên thị trường nội địa.
Mặt khác, kinh doanh nhập khẩu đảm bảo sự phát triển ổn định của các ngành kinh tế mũi nhọn của mỗi nước mà khả năng sản xuất trong nước chưa đảm bảo vật tư, thiết bị kỹ thuật đáp ứng nhu cầu phát triển, khai thác triệt để lợi thế so sánh của quốc gia, góp phần thực hiện chuyên môn hoá trong phân công lao động quốc tế, kết hợp hài hoà và có hiệu quả giữa nhập khẩu và cải thiện cán cân thanh toán quốc tế.
(Khái niệm Nhập khẩu)
Một phân định chung về nhập khẩu trong các tài khoản quốc gia được đưa ra dưới đây:
+Việc nhập khẩu hàng hóa xuất khẩu xảy ra khi có sự thay đổi quyền sở hữu từ người ngoại quốc cho người trong nước; Điều này không nhất thiết nghĩ rằng hàng hóa được đưa qua biên giớii. Tuy nhiên, trong những trường hợp cụ thể, các tài khoản quốc gia cho phép thay đổi quyền sở hữu mặc dù về mặt pháp lý không thay đổi quyền sở hữu (ví dụ như thuê tài chính qua biên giới, giao nhận qua biên giới giữa các chi nhánh của cùng một doanh nghiệp, hàng hóa qua biên giới để gia công đáng kể cho đơn đặt hàng hoặc sửa chữa). Hàng nhập lậu phải được bao gồm trong đo lường nhập khẩu.
+Nhập khẩu dịch vụ bao gồm tất cả các dịch vụ do người nước ngoài cung cấp cho người nội địa. Trong tài khoản quốc gia, bất kỳ việc mua bán trực tiếp nào của người cư trú ngoài lãnh thổ kinh tế của một quốc gia được ghi nhận là hàng nhập khẩu dịch vụ; Do đó tất cả chi tiêu của khách du lịch trên lãnh thổ kinh tế của một quốc gia khác được coi là một phần của việc nhập khẩu dịch vụ. Cũng phải bao gồm các luồng dịch vụ bất hợp pháp quốc tế.
Thống kê thương mại cơ bản thường khác nhau về định nghĩa và phạm vi bảo hiểm từ các yêu cầu trong các tài khoản quốc gia:
+Dữ liệu về thương mại quốc tế về hàng hoá hầu hết thu được thông qua các tờ khai cho các dịch vụ tùy chỉnh. Nếu một nước áp dụng hệ thống thương mại nói chung, tất cả hàng hoá nhập vào nước đều được ghi nhận là hàng nhập khẩu. Nếu hệ thống thương mại đặc biệt (ví dụ như số liệu thống kê thương mại ngoài EU) được áp dụng, hàng hoá nhận được vào kho hải quan không được ghi trong số liệu thống kê thương mại nước ngoài trừ khi sau đó chúng được tự do lưu thông tại nước nhập khẩu.
+Một trường hợp đặc biệt là thống kê thương mại nội khối EU. Do hàng hoá di chuyển tự do giữa các quốc gia thành viên của EU mà không có kiểm soát hải quan nên phải thông qua thống kê về thương mại hàng hoá giữa các quốc gia thành viên. Để giảm gánh nặng về mặt thống kê đối với người trả lời các thương nhân nhỏ bị loại khỏi nghĩa vụ báo cáo.
+Ghi chép thống kê về thương mại dịch vụ dựa trên các tờ khai của ngân hàng đối với ngân hàng trung ương của họ hoặc bằng các cuộc điều tra của các nhà khai thác chính. Trong nền kinh tế toàn cầu hóa, nơi dịch vụ có thể được thực hiện thông qua các phương tiện điện tử (ví dụ như internet), các dòng dịch vụ quốc tế có liên quan rất khó xác định.
+Thống kê cơ bản về thương mại quốc tế thường không ghi lại hàng nhập lậu hoặc các luồng dịch vụ bất hợp pháp quốc tế. Một phần nhỏ của hàng nhập lậu và dịch vụ bất hợp pháp có thể được đưa vào số liệu thống kê thương mại chính thức thông qua các lô hàng giả hoặc tờ khai giả nhằm che giấu bản chất bất hợp pháp của hoạt động.
(Import)

## Đặc điểm
Nhập khẩu là hoạt động phức tạp so với hoạt động kinh doanh trong nước. Hoạt động nhập khẩu có những đặc điểm sau:
- Hoạt động nhập khẩu chịu sự điều chỉnh của nhiều nguồn luật như điều ước quốc tế và Ngoại thương, luật quốc gia của các nước hữu quan, tập quán Thương mại quốc tế.
- Các phương thức giao dịch mua bán trên thị trường quốc tế rất phong phú: Giao dịch thông thường, giao dịch qua trung gian, giao dịch tại hội chợ triển lãm.
- Các phương thức thanh toán rất đa dạng: nhờ thu, hàng đổi hàng, L/C...
- Tiền tệ dùng trong thanh toán thường là ngoại tệ mạnh có sức chuyển đổi cao như: USD, bảng Anh...
- Điều kiện cơ sở giao hàng: có nhiều hình thức nhưng phổ biến là nhập khẩu theo điều kiện CIF, FOB...
- Kinh doanh nhập khẩu là kinh doanh trên phạm vi quốc tế nên dịa bàn rộng, thủ tục phức tạp, thời gian thực hiện lâu.
- Kinh doanh nhập khẩu phụ thuộc vào kiến thức kinh doanh, trình độ quản lý, trình độ nghiệp vụ Ngoại thương, sự nhanh nhạy nắm bắt thông tin.
- Trong hoạt động nhập khẩu có thể xảy ra những rủi ro thuộc về hàng hoá. Để đề phong rủi ro, có thể mua bảo hiểm tương ứng.
- Nhập khẩu là cơ hội để các doanh nghiệp có quốc tịch khác nhau hợp tác lâu dài. Thương mại quốc tế có ảnh hưởng trực tiếp đến quan hệ kinh tế - chính trị của các nước xuất khẩu, góp phần phát triển kinh tế đối ngoại.

## Vai trò của Nhập khẩu
Nhập khẩu là một trong hai hoạt động cấu thành ngoại thương. Có thể hiểu đó là việc mua hàng hóa, dịch vụ từ nước ngoài về phục vụ cho nhu cầu trong nước hoặc tái sản xuất nhằm mục đích thu lợi. Nhập khẩu thể hiện sự phụ thuộc gắn bó lẫn nhau giữa nền kinh tế của một quốc gia với nền kinh tế Thế giới. Hiện nay khi các nước đều có xu hướng chuyển từ đối đầu sang đối thoại, nền kinh tế quốc gia đã hòa nhập với nền kinh tế Thế giới thì vai trò của nhập khẩu đã trở nên vô cùng quan trọng.
- Nhập khẩu tạo ra sự chuyển giao công nghệ, do đó tạo ra sự phát triển vượt bậc của sản xuất xã hội, tiết kiệm chi phí và thời gian, tạo ra sự đồng đều về trình độ phát triển trong xã hội.
- Nhập khẩu tạo ra sự cạnh tranh giữa hàng nội và hàng ngoại, tạo ra động lực bắt buộc các nhà sản xuất trong nước phải không ngừng vươn lên, tạo ra sự phát triển xã hội và sự thanh lọc các đơn vị sản xuất.
- Nhập khẩu xóa bỏ tình trạng độc quyền, phá vỡ triệt để nền kinh tế đóng, chế độ tự cấp, tự túc.
- Nhập khẩu giải quyết những nhu cầu đặc biệt (hàng hóa hiếm hoặc quá hiện đại mà trong nước không thể sản xuất được).
- Nhập khẩu là cầu nối thông suốt nền kinh tế, thị trường trong và ngoài nước khác nhau, tạo điều kiện phân công lao động và hợp tác quốc tế, phát huy được lợi thế so sánh của đất nước trên cơ sở chuyên môn hóa.
(Vai trò của hoạt động Nhập khẩu)

## Phân loại Nhập khẩu
I/ Các loại hình nhập khẩu chủ yếu:
1.  Nhập khẩu trực tiếp:
-Theo cách thức này, bên mua và bên bán trực tiếp giao dịch với nhau, việc mua và việc bán không ràng buộc nhau. Bên mua có thể chỉ mua mà không bán, bên bán có thể chỉ bán mà không mua. Hoạt động chủ yếu là doanh nghiệp trong nước nhập khẩu hàng hoá, vật tư ở thị trường nước ngoài đem về tiêu thụ ở thị trường trong nước. Để tiến tới ký kết hợp đồng kinh doanh nhập khẩu, doanh nghiệp phải nghiên cứu kỹ nhu cầu nhập khẩu vật tư, thiết bị trên thị trường nội địa, tính toán đầy đủ các chi phí đảm bảo kinh doanh nhập khẩu có hiệu quả, đàm phán kỹ lưỡng về các điều kiện giao dịch với bên xuất khẩu, thực hiện theo hành lang pháp lý quốc gia cũng như thông lệ quốc tế.
- Đặc điểm: Được tiến hành một cách đơn giản. Bên nhập khẩu phải nghiên cứu thị trường, tìm kiếm đối tác, ký kết hợp đồng và thực hiện theo đúng hợp đồng, phải tự bỏ vốn, chịu mọi rủi ro và chi phí giao dịch, nghiên cứu, giao nhận,… cùng các chi phí có liên quan đến tiêu thụ hàng hóa, thuế nhập khẩu…
 (Các loại nhập khẩu)
2.  Nhập khẩu ủy thác:
-Theo quyết định số 1172/TM/XNK ngày 22/9/1994 của Bộ trưởng Bộ Thương mại về việc ban hành" Quy chế XNK uỷ thác giữa các pháp nhân trong nước" được định nghĩa như sau:
Nhập khẩu uỷ thác là hoạt động dịch vụ thương mại dưới hình thức nhận làm dịch vụ nhập khẩu. Hoạt động này được làm trên cơ sở hợp đồng uỷ thác giữa các doanh nghiệp phù hợp với những quy định của pháp lệnh hợp đồng kinh tế.
Như vậy, hợp đồng uỷ thác nhập khẩu được hình thành giữa các doanh nghiệp trong nước có vốn ngoại tệ riêng, có nhu cầu nhập khẩu một loại vật tư, thiết bị nào đó nhưng lại không được phép nhập khẩu trực tiếp hoặc gặp khó khăn trong việc tìm kiếm bạn hàng, thực hiện thủ tục uỷ thác nhập khẩu cho doanh nghiệp có chức năng thương mại quốc tế tiến hành nhập khẩu theo yêu cầu của mình. Bên nhận uỷ thác phải cung cấp cho bên uỷ thác các thông tin về thị trường, giá cả, khách hàng, những điều kiện có liên quan đến đơn hàng uỷ thác thương lượng đàm phán và ký kết hợp đồng uỷ thác. Bên nhận uỷ thác phải tiến hành làm các thủ tục nhập khẩu và được hưởng phần thù lao gọi là phí uỷ thác.
-Đặc điểm: Doanh nghiệp thực hiện nhiệm vụ nhập khẩu uỷ thác không phải bỏ vốn, không phải xin hạn ngạch, không phải tìm kiếm thị trường tiêu thụ hàng nhập, giá trị hàng nhập chỉ được tính vào kim ngạch XNK không được tính vào doanh thu. Khi nhận uỷ thác phải làm hai hợp đồng: Một hợp đồng mua bán hàng hoá, vật tư với nước ngoài và một hợp đồng uỷ thác nhập khẩu với bên uỷ thác ở trong nước.
(Các loại nhập khẩu)
3. Nhập khẩu tái xuất:
-Mỗi nước có một định nghĩa riêng về tái xuất, nhưng đều thống nhất một quan điểm về tái xuất là xuất khẩu trở ra nước ngoài những hàng hoá trước đây được nhập khẩu, chưa qua chế biến ở nước tái xuất. Có nghĩa là tiến hành nhập khẩu không phải để tiêu thụ trong nước mà để xuất sang một nước thứ ba nhằm thu lợi nhuận. Giao dịch tái xuất bao gồm nhập khẩu và xuất khẩu với mục đích thu về một lượng ngoại tệ lớn hơn vốn bỏ ra ban đầu. Giao dịch này luôn thu hút ba nước: nước xuất khẩu, nước tái xuất và nước nhập khẩu.
-Đặc điểm:
+Doanh nghiệp tái xuất phải tính toán toàn bộ chi phí nhập hàng và xuất hàng sao cho thu hút được lượng ngoại tệ lớn hơn chi phí ban đầu bỏ ra.
+Doanh nghiệp tái xuất phải tiến hành hai loại hợp đồng: Một hợp đồng nhập khẩu và một hợp đồng xuất khẩu nhưng không phải nộp thuế XNK.
+Doanh nghiệp tái xuất được tính kim ngạch trên cả hàng tái xuất và hàng nhập, doanh số tính trên giá trị hàng hoá tái xuất do đó vẫn chịu thuế.
+Hàng hoá không nhất thiết phải chuyển về nước tái xuất mà có thể chuyển thẳng từ nước xuất khẩu đến nước nhập khẩu theo hình thức chuyển khẩu, nhưng tiền phải do người tái xuất trả cho người nhập khẩu và thu từ người nhập khẩu.
(Các loại nhập khẩu)
II/ Một số loại hình nhập khẩu khác:
1.    Nhập kinh doanh tiêu dùng (hàng hóa làm thủ tục tại Chi cục hải quan cửa khẩu).
(Bảng mã loại hình xuất nhập khẩu (2015))
2.    Nhập kinh doanh sản xuất (hàng hóa làm thủ tục tại Chi cục Hải quan khác Chi cục Hải quan cửa khẩu).
 (Bảng mã loại hình xuất nhập khẩu (2015))
3.    Nhập khẩu hàng xuất khẩu bị trả lại.
 (Bảng mã loại hình xuất nhập khẩu (2015))

## Hàm nhập khẩu
Ký hiệu:
- M: kim ngạch (giá trị) nhập khẩu
- Y: tổng thu nhập quốc dân

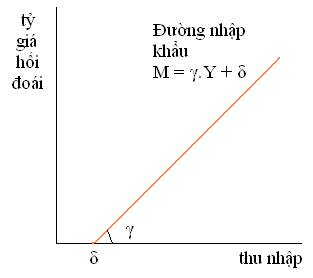
Đường nhập khẩu cắt trục hoành ở δ, dốc lên phía phải với độ dốc là γ.

- δ: giá trị nhập khẩu cơ bản không phụ thuộc vào thu nhập
- γ: khuynh hướng nhập khẩu biên

Hàm nhập khẩu:
- M = γ.Y + δ

## Mức độ phụ thuộc vào nhập khẩu
Mực độ phụ thuộc vào nhập khẩu của một quốc gia được đo bằng tỷ lệ giữa giá trị nhập khẩu và tổng thu nhập quốc dân.

## Cán cân Thương mại
Cán cân thương mại thể hiện sự khác biệt về giá trị xuất nhập khẩu của một quốc gia. Một quốc gia có nhu cầu nhập khẩu khi nhu cầu trong nước vượt quá số lượng cung cấp trong nước hoặc khi giá của hàng hoá (dịch vụ) trên thị trường thế giới thấp hơn giá tại thị trường trong nước.
Cán cân thương mại, thường được biểu thị {\displaystyle \mathrm {N} \mathrm {X} }, Là sự khác biệt giữa giá trị hàng hoá (và dịch vụ) một quốc gia xuất khẩu và giá trị hàng hóa mà nước nhập khẩu:
{\displaystyle \mathrm {N} \mathrm {X} =\mathrm {X} -\mathrm {I} }, hoặc {\displaystyle \mathrm {I} =\mathrm {X} -\mathrm {N} \mathrm {X} }
Một thâm hụt thương mại xảy ra khi nhập khẩu là lớn so với xuất khẩu. Nhập khẩu bị ảnh hưởng chủ yếu bởi thu nhập và nguồn lực sản xuất của một quốc gia. Ví dụ, Hoa Kỳ nhập dầu từ Canada mặc dù Hoa Kỳ có dầu và Canada sử dụng dầu. Tuy nhiên, người tiêu dùng ở Hoa Kỳ sẵn sàng trả nhiều hơn cho các thùng dầu cận biên so với người tiêu dùng Canada, bởi vì có nhiều dầu yêu cầu ở Mỹ hơn là có dầu sản xuất.
Trong lý thuyết kinh tế vĩ mô, giá trị nhập khẩu {\displaystyle \mathrm {I} } có thể được mô tả như là một chức năng của sự tiêu thụ {\displaystyle \mathrm {A} } trong nước và tỷ giá hối đoái thực {\displaystyle \sigma }. Đây là hai yếu tố nhập khẩu lớn nhất và cả hai đều tác động tích cực đến nhập khẩu:
 {\displaystyle \mathrm {I} =\mathrm {I} (\mathrm {A} ,\sigma )}
(Import)